# Natrijev tiosulfat
Natrijev tiosulfat se uporablja za odstranjevanje težkih kovin iz onesnaženih vodotokov. Ohranja dvojno vlogo, kot močan antioksidant, kelator kalcija in drugih strupenih snovi. Natrijev tiosulfat je zanimiva naravna medicinska snov, uporabna v presenetljivo širokem spekteru kliničnih situacij. Običajno se uporablja intravenozno, ustno in transdermalno. Je zelo poceni, varen za uporabo in široko dostopen. EPA navaja, varno uporabo že več kot 100 let, kot terapevtsko sredstvo, medicinska uporaba natrijevega tiosulfata pa je dokumentirana od leta 1895. Natrijev tiosulfat je naravna snov, ki jo najdemo v vročih vodnih izvirih. To je eden od skrivnostnih sestavin, ki daje tem vrelcem svojo zdravilno moč. Intravenski natrijev tiosulfat se trenutno uporablja kot protistrup za zastrupitev s cianidom, za zdravljenje in preprečevanje toksičnosti cisplatin, za zdravljenje raka. Uporablja se kot konzervans hrane in zdravil in topikalno se uporablja kot zdravilo proti glivicam. Žveplen vonj je komponenta mineralnih vrelcev, kot posledica vsebnosti natrijevega tiosulfata. Tiosulfat je edinstven, reagira s prostimi radikali (kisik) in tvori spojino natrijev sulfat, ki preprečujejo radikalom napadati ali uničevati celice. Uporaba natrijevega tiosulfata je lahko učinkovita pri nekaterih kemičnih povzročitvah raka.
Vse trgovine z malimi živalmi poznajo in prodajajo natrijev tiosulfat kot de-chlorinator v akvarijih za odstranitev klora (in drugih halogenskih spojin), toksičnost teh kemikalij ne ubija rib. Pripravek je moč kupiti v trgovinah s kemičnim blagom. 10% raztopini natrijevega tiosulfata dodamo 90% vode. Lahko se uporabi v pitni vodi, da se znebi raka povzročajočih komponent. Pomembno je, da smo prepričani,da so sledi klora odstranjenje iz vode, ki jo pijemo in v kateri se kopamo. Klor se vdihava in absorbira, predvsem iz vroče vode,kar je pomembno vedeti, kajti klor je smrtonosen strup, ki povzroča utrujenost. Tiosulfat v vodni kopeli je seveda rešitev. Bazeni, pogosto z visokimi koncentracijami klora, pravtako predstavljajo nevarnost,zlasti za otroke.
Natrijev tiosulfat (STS), je kalcij-kelator z antioksidativnimi    lastnostmi.                    
Za blagodejne učinke natrijevega tiosulfata (STS) so mislili, da je delno posledica njegove sposobnosti,da poveča topnost vodnega kamna. STS ima majhno molekulsko maso 248 (Na2S2O3) in pri bolnikih z normalnim delovanjem ledvic, je serum razpolovil čas 15 min. STS je omogočil mobilizacijo kalcija iz predelov, ki so bili prizadeti z odlaganjem kalcija.
Intravenska STS se zdi koristna,ima blage neželene učinke in dobro jo prenašajo otroci, mladi in odrasli.
Z natrijevim tiosulfatom se pomaga pri zdravljenju zastrupitve z arzenom.Pri uporabi v kombinaciji koristi pri zdravljenju zastrupitve z bakrom, odstranitev težkih kovin in tudi za čiščenje okolja, kjer je prišlo do razlitja živega srebra. Natrijev tiosulfat ni le netoksičen, daje življenje. Nekaj kapljic natrijevega tiosulfata in rastline bodo rastle in cvetele hitreje in lepše. Natrijev tiosulfat ne vpliva na endokrirni sistem, razen kot agent razstrupljanja spojin, kar je bilo dokazano, da škodljivo vpliva na endokrini sistem (torej, klor in druge vrste reaktanta).
Uporablja se tudi z drugimi zdravili, pri zdravljenju zastrupitve s cianidom. Natrijev tiosulfat je topen v vodi in reagira z oksidanti.                                           
Sulfat je najbolj oksidirana oblika žvepla. 

## Identifikacija snovi ali pripravka:
Identifikacija snovi ali pripravka: 
Sodium thiosulfate solution - natrijev tiosulfat
 Uporaba snovi ali pripravka:

## Sestava s podatki o nevarnih sestavinah:
Formula: Na2O3S2

## Ugotovitve o nevarnih lastnostih:
Napotki za nevarnost:
snov ni razvrščena kot nevarna snov v skladu z direktivo 67/548/EGS

## Ukrepi za prvo pomoč:
Vdihovanje
V primeru vdihavanja prenesti ponesrečenca na svež zrak. Če ponesrečenec ne kaže znakov dihanja mu nudimo umetno dihanje.
Zaužitje
Nikoli ne dajte nezavestni osebi ničesar peroralno (v usta). Usta je treba spirati z vodo.
Stik s kožo in očmi:
Sprati z milom in veliko vode. Preventivno je treba sprati oči z vodo.

## Ukrepi ob požaru:
Posebne nevarnosti

Primerna sredstva za gašenje
Uporablja se pršenje z vodo, v alkoholu obstojno peno, suho kemikalijo ali ogljikov-dioksid.
Posebna zaščitna oprema za gasilce:
Pri gašenju se po potrebi uporablja neodvisen (avtonomen) dihalni aparat.

## Ukrepi ob nezgodnih izpustih
Previdnostni ukrepi, ki se nanašajo na ljudi:
Izogibati se je treba vdihavanje hlapov/megle/plina.
Ekološki zaščitni ukrepi 
Preprečiti je treba, da proizvod ne pride v odtoke. 

## Ravnanje z nevarno snovjo/pripravkom in skladiščenje
Ravnanje in skladiščenje
Ravnati v skladu z normalnimi ukrepi za preventivno požarno varnost, skladiščenje snovi mora biti na hladnem, vsebniki morajo biti hermetično zaprti, na suhem in dobro zračenem mestu. Hraniti oziroma skladiščiti je treba v primernih in zaprtih odlagalnih 
vsebnikih.

## Nadzor nad izpostavljenostjo/varnost in zdravje pri delu
Ne vsebuje sestavin z menjimi vrednostimi za poklicno izpostavljenost. Zaščita dihal ni potrebna, po želji se uporablja venamenske kombinacijske maske (ZDA) ali respiratorne vložke tipa AXBEK(EN 14387). Uporabljeni morajo biti respiratorji in komponente preizkušenih in potrjenih s strani ustreznih vladnih standardov, kot so NIOSH (ZDA) ali CEN (EU). Pri dologotrajnem ali ponavljajočem stiku je treba uporabljati varovalne rokavice, za zaščito oči očala, kar pa se tiče higiene pa se uporablja splošna industijska higienska praksa.

## Fizikalne in kemijske lastnosti
Snov je prozorna, jasna/brezbarvna in tekoča. Temperatura vrelišča pri 100 °C in pri 1.013 hPa

## Obstojnost in reaktivnost
Obstojnost je zagotovljena pri priporočenih pogojih skladiščenja . Potebno se je izogibati materalom,ki vsebujejo 
močne oksidante ali celo kisline. Nevarni produkt, ki nastane pri termičnem razpadu ali gorenju pa je žveplov dioksid.

## Toksikološki podatki
Ugotovljeno je bilo, da nobena od sestavin proizvoda, pri vsebnosti 0,1% ali več, MARR(ARC) ni ugotovil verjetne možne,
ali potrjene rakotvornosti pri ljudeh. Kemične, fizične in strupene lastnosti tega izdelka niso še temeljito raziskane,
zato o znakih in simtomih pri izpostavljenosti ni mogoče navajati. Ugotovljeno je, da pri vdihavanju lahko povzroči
draženje dihal, nevarno je lahko v primeru ko snov pride v stik s kožo in se vanjo vpije, kar povzroči razdraženost
kože, povzroči lahko razdraženost oči, možna pa je nevarnost za zdravje pri samem peroralnem zaužitju.

## Ekotoksikološki podatki
Kar se tiče odstranjevanja (perzistence in razgradljivost) ni razpoložljivih podatkov, prav tako o ekotoksičnosti in 
okoljevarstvenih informacijah.

## Odstranjevanje
Dekontaminiran material se mora zavreči v skladu z lokalnimi pravili (regulativami).

## Transportni podatki
Transport mora biti v skladu z veljavnimi predpisi.